# Frans Jozef van der Heijden
Frans Jozef van der Heijden (Rotterdam, 20 maart 1938 – aldaar, 21 oktober 2016) was een Nederlands politicus en namens het Christen-Democratisch Appèl (CDA) 15,5 jaar lid van de Tweede Kamer. 

## Levensloop
Van der Heijden ging in Rotterdam naar de lagere school en volgde daar ook de HBS-b aan het Sint Franciscus College. In 1960 begon hij als journalist bij De Stem en van 1962 tot 1972 werkte hij als journalist bij De Tijd. Van 1972 tot 1982 werkte hij als redacteur bij het weekblad De Nederlandse Gemeente en als voorlichter bij de Vereniging van Nederlandse Gemeenten.

### Politieke carrière
In 1968 werd Van der Heijden lid van de Katholieke Volkspartij (KVP) en in 1970 werd hij namens die partij in de gemeenteraad van Rotterdam gekozen. In 1978 verruilde hij het gemeentelijk politiek niveau voor het regionale en provinciale, toen hij lid werd van de Rijnmondraad en de Provinciale Staten van Zuid-Holland. In 1982 werd hij namens de fusiepartij CDA in de Tweede Kamer gekozen. Op 11 november 1982 werd hij als zodanig geïnstalleerd.
Hij was 15,5 jaar Tweede Kamerlid en was woordvoerder Binnenlandse Zaken, politie, ouderenbeleid en geestelijke gezondheidszorg van zijn fractie. In 1988/'89 was hij lid van de bijzondere commissie voor het paspoortproject, van 1994 tot 1998 was hij ondervoorzitter van de Tweede Kamercommissie voor Volksgezondheid, Welzijn en Sport en lid van de Nederlandse delegatie naar de Interparlementaire Unie.
Op 19 mei 1998 verliet Van der Heijden de landelijke politiek en keerde met voorkeurstemmen terug in de Rotterdamse gemeentelijke politiek. Hij was daar lid van de commissie "Onderzoek van de Rekening" naar aanleiding van de affaire rond het declaratiegedrag van oud-burgemeester Bram Peper. In 2002 werd hij niet direct herkozen, maar na opvolging mocht hij alsnog aanschuiven in de raadszaal.

### Overige werkzaamheden
Naast zijn politieke werkzaamheden verrichtte Van der Heijden ook bestuurswerkzaamheden bij diverse Rotterdamse organisaties, vooral in de geestelijke gezondheidszorg en cultuur, waaronder als voorzitter van het Rotterdams Philharmonisch Orkest (1979-1986), het RIAGG afdeling Rotterdam Centrum (1982-?) en RTV Rijnmond (1997-2003). In 1995 werd hij benoemd tot ridder in de Orde van de Nederlandse Leeuw en in 1998 tot ridder in de Orde van Oranje-Nassau.
Op 21 oktober 2016 beëindigden Van der Heijden en zijn vrouw Gonnie tezamen hun leven. Beiden waren terminaal ziek. Zijn vrouw was lid van de wijkraad en het dagelijks bestuur van de deelgemeente Hillegersberg-Schiebroek.
Het echtpaar schreef deels de tekst van de overlijdensadvertentie:
De discussie over zelfgekozen levenseinde staat nog steeds in het teken van de vraag of mensen, die menen dat zij hun leven hebben voltooid, dat leven ook mogen beëindigen. Meest voor de hand ligt de vraag of mensen, die menen, dat hun leven in groot lijden en last dreigt te eindigen (o.m. door ernstig aangetaste zorg), dat leven ook mogen beëindigen nu ze nog niet al te zeer lijden en in last voor zichzelf en anderen verkeren. Voor samen afscheid nemen is in de discussie helemaal geen plaats. Alsof - in ons geval 53 jaar - samenleven in voor- en tegenspoed, maar vooral in liefde en geluk dan geen gewicht meer in de schaal legt bij de vraag dat leven ook samen te mogen beëindigen.
- Biografisch Portaal: 29689492
- International Standard Name Identifier: 0000 0003 9705 914X
- Nederlandse Thesaurus van Auteursnamen: 071893474
- Parlement.com: vg09llnngzzi
- Virtual International Authority File: 292035612
- WorldCat: E39PBJtxg8DyYdTWBv44xr6dwC